# Робърт Шекли
Робърт Шекли (на английски: Robert Sheckley) е американски писател фантаст, роден през 1928 година, починал през 2005 година. Носител е на наградите „Хюго“ и „Небюла“.

## Биография и кариера
Робърт Шекли е роден на 16 юли 1928 г. в Ню Йорк, а детството си прекарва в градчето Мейпълуд в Ню Джърси. След завършване на средното си образование той напуска дома и скита, работейки ден за ден. По време на Корейската война съчетава дейностите на военен кореспондент, касиер и китарист в армейски ансанбъл. Има бакалавърска степен по инженер-металург от Нюйоркския университет. Първият му разказ е отпечатан през 1952 г. Първата му книга - Недокоснат от човешки ръце излиза две години по-късно и жъне огромен успех. Следват сборниците Гражданин на космоса (1955), Идея: неограничено (1960) и други.
Дълги години Робърт Шекли живее в Англия. Издал е 20 романа и приблизително толкова сборници с разкази.
През писателската си кариера използва псевдонимите Филип Барби и Фин О'Донъвън.
Вдъхновяват го писателите Рей Бредбъри, Тиъдор Стърджън и Хенри Кътнър. През 50-те и 60-те години на 20. век много от неговите кратки разкази се появяват в списания като Amazing, Astounding, If, Fantasy, Science Fiction и Playboy. Особено популярен е в Италия, Германия и Полша. Шекли е един от най-значимите писатели фантасти на всички времена и носител на много награди.

### Жанр фантастика

#### Сборници с разкази
- Untouched by Human Hands (1954)
Недокоснат от човешки ръце, изд.: „Георги Бакалов“ (1983), прев. Виолета Чушкова
- Citizen in Space (1955)
Гражданин на космоса, изд.: „Камея“ (1993), прев. Филип Десев
- Pilgrimage to Earth (1957)
- Notions: Unlimited (1960)
- Store of Infinity (1960)
- Shards of Space (1962)
- The People Trap (1968)
- Can You Feel Anything When I Do This? (also known as The Same to You Doubled) (1972)
- The Robot Who Looked Like Me (1978)
- Uncanny Tales (2003)
16 страховити истории, изд.: „Skyprint“ (2014), прев. Марин Загорчев

други:
- Билет за Транай, изд.: „Орфия“ (1991), прев. Емануел Икономов
- Робърт Шекли — Събрани разкази в пет тома, изд.: „Мириам“ (1996-1997), прев. Владимир Германов, Рени Димитрова, Росен Димитров
- The Scheherezade Machine (1991, published in Pulphouse)
Машината Шехеразада, изд.: „Офир“ (2001), прев. Тинко Трифонов

#### Романи
- Immortality, Inc (1958)
Корпорация „Безсмъртие“ • Цивилизация на статуса, изд.: „Отечество“ (1992); „Колибри“ (2011), прев. Любомир Николов
- The Status Civilization, also known as Omega (1960)
Корпорация „Безсмъртие“ • Цивилизация на статуса, изд.: „Отечество“ (1992); „Колибри“ (2011), прев. Любомир Николов
- Journey Beyond Tomorrow, also known as Journey of Joenes (1963)
- The 10th Victim (1966)
Десетата жертва, изд.: „Офир“ (1999), прев. Мая Минкова
- Mindswap (1966)
Обмен на разуми, изд.: „Камея“ (1999), прев. Иван Мадански
- Dimension of Miracles (1968)
Измерения на чудесата, изд.: „Камея“ (1995), прев. Иван Мадански
- Options (1975)
- The Alchemical Marriage of Alistair Crompton, also known as Crompton Divided (1978)
Алхимичният брак на Алистър Кромптън, изд.: „Квазар“ (2003), прев. Светлана Комогорова – Комата
- Dramocles (1983)
- Pop Death (1986)
- Victim Prime (1987)
Гладиаторите на Есмералда, изд.: „Атика“ (1992), прев. Милена Григорова
- Hunter / Victim (1988)
- On The Planet of Bottled Brains (с Хари Харисън, 1990)
Бил галактическия герой на планетата на бутилираните мозъци, изд.: „Бард“ (2004), прев. Юлиян Стойнов
- Minotaur Maze (short novel, 1990)
- Watchbird (short, 1990)
- Xolotl (short, 1991)
- Alien Starswarm (short, 1991)
- Аззи (Millennial Contest) (с Роджър Зелазни):
  - Bring Me the Head of Prince Charming (1991)
Донеси ми главата на принца, изд.: „Абагар“ (1992), прев. Владимир Германов
  - If at Faust You Don't Succeed (1993)
Ако с Фауст не успееш…, изд.: „Адамас“ (1994), прев. Цвета Георгиева
  - A Farce to Be Reckoned With (1995)
Просто шеметен фарс, изд.: „Дамян Яков“ (1999), прев. Светлана Комогорова – Комата
- Star Trek: Deep Space Nine: The Laertian Gamble (1995)
- Aliens: Alien Harvest (1995)
- Godshome (1997)
Домът на боговете, изд.: „Лира принт“ (2000), прев. Светлана Комогорова – Комата
- Babylon 5: A Call to Arms (1999)
- The Grand-Guignol of the Surrealists (2000; not published in English)
- Dimension of Miracles Revisited (2000; self-published[1])

### Детективски и шпионски романи
- The Game of X (1965) was loosely adapted as the 1981 Disney film, Condorman: Sheckley also wrote the novelization of this film.
- Stephen Dain series:
  - Calibre .50 (1961)
  - Dead Run (1961)
  - Live Gold (1962)
  - White Death (1963)
  - Time Limit (1967)
- Hob Draconian series:
  - The Alternative Detective (1993)
  - Draconian New York (1996)
  - Soma Blues (1997)

### Други
- The Man in the Water (1962)
Човекът във водата, изд.: „Мириам“ (1997), прев. Рени Димитрова